# Liffol-le-Grand
Liffol-le-Grand är en kommun i departementet Vosges i regionen Grand Est (tidigare regionen Lorraine) i nordöstra Frankrike. Kommunen ligger i kantonen Neufchâteau som tillhör arrondissementet Neufchâteau. År 2022 hade Liffol-le-Grand 2 108 invånare.

## Befolkningsutveckling
Antalet invånare i kommunen Liffol-le-Grand
| Referens: INSEE |